# Xavier Ribas
|  | Aquest article tracta sobre el fotògraf barceloní. Si cerqueu el jugador d'hoquei sobre herba, vegeu «Xavier Ribas i Centelles». |

Xavier Ribas (Barcelona, 1960) és un fotògraf barceloní. Es va formar en antropologia social i en fotografia documental, i viu i treballa entre Barcelona i Brighton (Anglaterra). Les seves fotografies documenten els processos de transformació de les metròpolis contemporànies. Li interessa l'espai públic, la memòria, la regeneració urbana i el temps de lleure, i sovint se centra en aspectes poc visibles de l'estructura i l'arqueologia urbanes. Els seus treballs han abordat temes com les perifèries, el diàleg entre naturalesa i urbanisme, i les geografies concretes amb una càrrega històrica significativa.
Les seves obres es troben a l'Stedelijk Museum d'Amsterdam, al Fonds national d'art contemporain (FNAC) de França, al Centre Andalús d'Art Contemporani (CAAC) de Sevilla, al Museu d'Art Contemporani de Barcelona (MACBA) i al Museo de Arte Contemporáneo de Castilla y León (MUSAC).
A Barcelona ha dut a terme diversos treballs que aprofundeixen en la idea de perifèria (Habitus). El treball fotogràfic Domingos (1994 – 1997) també és una de les sèries més conegudes d'aquest fotògraf. Hi dissecciona el temps de lleure familiar en els espais residuals de Barcelona: el pícnic, el joc, el descans, el passeig, la migdiada o la conversa familiar en polígons i descampats encara no urbanitzats. En tots els casos, es tracta d'espais no codificats per la lògica urbana que esdevenen reductes de creativitat social.

## Obra[calcitació]
Xavier Ribas es va donar a conèixer a mitjans de la dècada de 1990 amb el projecte Diumenges (1994-1997), un treball sobre la perifèria de Barcelona. Amb aquesta sèrie, que inaugurava una perspectiva de caràcter antropològic i que el va fer mereixedor d'un reconeixement immediat, va iniciar la seva recerca sobre la relació entre l'urbà i el quotidià. Els treballs reunits sota l'epígraf Santuari (1998-2002) van continuar l'exploració de les perifèries amb obres on l'autor abordava els espais intersticials de la ciutat. Aquestes sèries ens situen davant de les pràctiques subalternes que desvinculen els comportaments dels ciutadans de les freqüents interpretacions que associen aquests llocs amb el buit urbà, com en les quatre vistes que mostren punts on s'exerceix la prostitució a prop de les carreteres.
Amb Geografies concretes (2002-2009), aquesta mirada antropològica sobre l'espai metropolità es va desplaçar cap a plantejaments més pròxims a l'arqueologia. El concepte de memòria va motivar un conjunt d'exploracions sobre les empremtes que les estratègies institucionals o privades deixen en el territori. Xavier Ribas va reprendre la noció de llindar plantejada prèviament en el bloc de Santuari, però aquesta vegada no tant en la seva accepció espacial, sinó per abordar la dimensió temporal de qualsevol indret. Aquest acostament al passat i al futur dels llocs es va materialitzar visualment mitjançant l'ús de la retícula com a estratègia crítica enfront dels processos d'exclusió, explotació i apropiació als quals aquests llocs han estat subjectes.
Amb l'obra que ha realitzat fins al 2009, Xavier Ribas s'ha guanyat una reputació de fotògraf compromès amb les geografies de l'abandonament: llocs l'emergència dels quals es detecta en zones d'extraradi, fronteres de tota mena i condició o punts d'assentament temporal en què la presència humana és objecte de polítiques d'expulsió. Al llarg dels anys, la trajectòria d'aquest artista ha evolucionat cap a un ús de la fotografia cada vegada més auster i sobri, que evoca la prolongada influència del paisatge contemporani entronitzat per la New Topographics. Tot i que el seu estil a penes ha registrat modificacions amb el temps, la seva pràctica ha estat capaç d'albergar la complexitat derivada de sabers, materials i llenguatges que faran de la fotografia el suport d'un dispositiu documental. La fusió d'aspectes històrics, econòmics i polítics arrelats en el paisatge culmina amb l'últim dels seus projectes, dedicat a revisitar la història de l'explotació del nitrat de Xile, una activitat que va assolir el seu apogeu entre les dècades de 1870 i 1920.
El 2014 va ver una exposició al MACBA, Nitrat. El bloc central de l'exposició, Nitrat (2009-2014), és un assaig en el qual la imatge fotogràfica es troba al servei d'una interpretació de la història que n'emfatitza la dimensió més materialista. A través de les diverses peces que componen aquest bloc s'aborden aspectes com el colonialisme, la circulació de la plusvàlua o el ressò actual dels conflictes del passat. Durant cinc anys, Xavier Ribas ha dedicat la seva pràctica fotogràfica a investigar la història natural d'aquest mineral extret al desert d'Atacama. El salnitre o nitrat de Xile és un nitrat sòdic que, un cop processat, es pot usar com a fertilitzant o com a ingredient per a la fabricació d'explosius. El seu poder com a substància i el seu valor com a mercaderia resideixen en la seva capacitat per canviar d'estat material a immaterial, per transformar-se i ser agent transformador. En aquesta forma composta, l'element nitrogen –que constitueix el 80% de l'atmosfera de la Terra– pot accelerar o destruir la vida.
La major part de les obres de Nitrat integren la imatge fotogràfica en un conjunt d'imatges d'arxiu, dades, relats, notícies, inventaris, llistats i fins i tot objectes, de manera que el dispositiu documental adopta qualsevol forma excepte la d'un gènere fotogràfic que tendeixi a consolidar el seu significat. Una de les funcions d'aquest dispositiu documental consisteix a recuperar aquestes representacions del passat i exposar-les a nous significats.
El temps històric contingut en les sèries de Nitrat excedeix el temps de l'observació documental, de la mateixa manera que l'entorn natural del nitrat, un cop extret de la terra, passarà a ser el de la circulació del capital. Així doncs, si bé les sèries anteriors representaven llocs susceptibles de ser experimentats empíricament, als quals el mateix artista accedia i hi prenia vistes in situ, les obres de Nitrat suggereixen un espai inabastable i amb múltiples localitzacions. A diferència de les sèries incloses sota els epígrafs de Santuari i Geografies concretes, que mantenen una clara autonomia les unes respecte de les altres, els treballs aplegats dins Nitrat transformen aquesta relació en un assaig complex.
El projecte que finalment ha pres forma amb Nitrat sorgeix de l'àlbum fotogràfic Oficina Alianza and Port of Iquique 1899, i de la correspondència que s'ha conservat més d'un segle entre les seves pàgines. Xavier Ribas va desenvolupar aquesta investigació en col·laboració amb la historiadora Louise Purbrick i el fotògraf Ignacio Acosta a la Universitat de Brighton, de manera que podem dir que es tracta d'un projecte artístic a cavall entre el museu i el departament universitari. El dispositiu documental de Nitrat articula diferents accepcions de la recerca, tant acadèmica com artística, i recorda en
certa manera aquell gènere –propi d'una tradició associada a la crítica institucional– que va cristal·litzar a la dècada de 1970: un tipus de composició que exigia la combinació de dades i fotografia, amb un resultat que en molts aspectes s'acostava al periodisme d'investigació. Nitrat constitueix un cas d'estudi que retorna a l'actualitat les polítiques extraccionistes practicades durant segles, sobretot en els continents sud-americà i africà, i que han tingut unes conseqüències d'ordre geopolític, ecològic i humà tan nefastes.

## Obres destacades
- Habitus. Fotografia, 2007[2]
- Sin título (Familia leyendo). Sèrie: Domingos. Fotografia, 1994 – 1997[3]
- Sin título (Bellvitge). Sèrie: "Domingos". Fotografia, 1994 – 1997[4]
- Sin título (Mesa picnic). Sèrie: "Domingos". Fotografia, 1994 – 1997[5]
- Sin título (Pícnic solar industrial). Sèrie: "Domingos". Fotografia, 1994 – 1997[6]
- Sin título (Duchas). Sèrie: "Domingos". Fotografia, 1994 – 1997[7]
- Sin título (Campo de fútbol). Sèrie: "Domingos". Fotografia, 1994 – 1997[8]